# Lady Apache
Sandra González Calderón (Ciudad de México; 26 de junio de 1970) es una luchadora profesional mexicana, más conocida como Lady Apache. Ha trabajado principalmente para el Consejo Mundial de Lucha Libre (CMLL) y Lucha Libre AAA Worldwide (AAA). González es tres veces Campeona Mundial Femenil del CMLL, dos veces Campeona Nacional Femenil, dos veces Campeona Reina de Reinas de AAA y, junto con Electroshock, ganó el Campeonato Mundial de Parejas Mixtas de AAA. En 2016 González junto con Faby y Mari Apache, ganó la Copa Mundial Femenil de Lucha Libre.

## Carrera
González hizo su debut en la lucha libre profesional el 26 de junio de 1986, adoptando el nombre de ring Lady Apache. Al principio de su carrera, Lady Apache ganó Lucha de Apuestas consecutivas, el tipo de combate más prestigioso en la lucha libre, contra La Gata, primero obligando a La Gata a quitarse la máscara y luego a tener todo su cabello afeitado.

La lucha libre es un espacio que ha sido ocupado principalmente por varones, Lady Apache ha dicho sobre esto:
Para las luchadoras "ganarnos el respeto, existía mucho machismo, entramos a un espacio donde las mujeres no encajábamos, no les gusto nuestra presencia, menos que destacáramos
A lo largo de su trayectoria ha buscado dignificar el trabajo de la lucha libre en el sector, lo que le ha cerrado puertas en algunas compañías grandes.
Aunque, su nombre del ring surgió como resultado de su matrimonio con Mario Balbuena González, quien luchó bajo el nombre de Gran Apache. Según Lady, su amor por las luchas se lo debe a su padre, quien fue boxeador.

### Circuito independiente
Aunque la mayor parte de la carrera de Lady Apache se ha desarrollado en México, con viajes a Japón también, también trabajó para Pro Wrestling Revolution (PWR) en el sur de California. Cuando PWR anunció la creación del PWR Women's Championship, seleccionaron a Lady Apache y Alissa Flash para luchar por el campeonato vacante. El 1 de febrero de 2010, Lady Apache derrotó a Alissa Flash para convertirse en la primera campeona femenina de PWR. Su reinado duró 135 días hasta que perdió el campeonato ante Princesa Sugehit el 14 de junio Recuperó el título de Princesa Sugehit el 11 de septiembre de 2011, para comenzar un reinado de 321 días. La Diabólica derrotó a Lady Apache el 18 de julio de 2012 para poner fin al reinado de Apache como campeona femenina de PWR.

## Campeonatos y logros
- Asistencia Asesoría y Administración
  - Campeonato Mundial de Parejas Mixtas AAA (1 vez) - con Electroshock[9][10]
  - Campeonato AAA Reina de Reinas (2 veces)[11]

- Copa del Mundo de Lucha Libre : División Femenina 2016 – con Mary Apache y Faby Apache

- Consejo Mundial de Lucha Libre
  - Campeonato Mundial Femenil CMLL (3 veces)[13][14]
  - Campeonato Nacional Mexicano Femenino (2 veces)[15]
- Comisión de Box y Lucha DF
  - Campeonato Femenino Distrito Federal (1 vez)[16]
- Federación Mundial de Lucha Libre
  - Campeonato Femenino AIWA (1 vez, actual)[17]
- Revolución de la lucha libre profesional
  - Campeonato femenino de PWR (2 veces)[6]
- Asociación Mundial de Lucha Libre
  - Campeonato Mundial Femenino de la WWA (1 vez, actual)[18]